# Commissie Cultureel Verdrag Vlaanderen-Nederland

Kaart Nederland-Vlaanderen

De Commissie Cultureel Verdrag Vlaanderen-Nederland volgt kritisch de uitvoering op van het culturele verdrag tussen Nederland en Vlaanderen.

## Achtergrond
De taalkundige band tussen Nederland en Vlaanderen werd na de Belgische Revolutie van 1830 slechts tijdelijk onderbroken. De Orangistische Beweging werd weliswaar streng vervolgd, maar zo rond 1860 kalmeerden de verhoudingen toen Keizer Napoleon III van Frankrijk België wilde annexeren, waarop premier Charles Rogier - overigens tevergeefs - toenadering tot Nederland zocht. Nadien transformeerde de Orangistische Beweging tot een begin van een Vlaamse Beweging die vooral de taal en cultuur wilde heropwekken. Onder invloed van de Daensisten en het Algemeen-Nederlands Verbond streefden de zogenaamde minimalisten ernaar beschermende maatregelen voor het gebruik van het Nederlands ingevoerd te krijgen. Dat lukte zeer langzaam.
In 1927 werd besloten - bij gebrek aan een Vlaamse eenheidstaal en -spelling, die van het Algemeen Beschaafd Nederlandsch van de noorderburen als norm over te nemen. Daartoe sloten België en Nederland een Intellectueel Akkoord. Het werd echter nooit uitgevoerd.
In 1943 sloten beide landen een Monetair Akkoord en in 1944 kwam - met Luxemburg erbij - de Benelux tot stand. Omdat men niet alleen op het economische terrein wilde samenwerken, ondertekenden Nederland en België in 1946 een Cultureel Verdrag. In 1980 ondertekenden beide partners het Verdrag inzake de Nederlandse Taalunie. In 1995 ten slotte, met het ingaan van de bevoegdheid voor de Vlaamse Culturele Raad om zelfstandig verdragen af te sluiten met buitenlanden, werd het Belgisch-Nederlands Cultureel Verdrag vervangen door een Vlaams-Nederlands Cultureel Verdrag. 

## Ondertekening
Op 17 januari 1995 werd in Antwerpen door de Nederlandse en de Vlaamse regering het Cultureel Verdrag tussen Vlaanderen en Nederland ondertekend. In de term 'Cultureel verdrag' wordt cultuur in de brede betekenis gebruikt, want voluit heet het verdrag 'Verdrag inzake de samenwerking op het gebied van cultuur, onderwijs, wetenschappen en welzijn tussen de Vlaamse Gemeenschap in het Koninkrijk België en het Koninkrijk der Nederlanden'.
Op dezelfde plechtigheid werden verdragen ondertekend inzake de Schelde en de Maas. 

## Taak
De Commissie heeft tot taak de Nederlandse en de Vlaamse regering te adviseren. Zij kan dat doen op vraag van de regeringen, of uit eigen beweging.
Tal van adviezen werden reeds uitgebracht, waarbij ook rekenschap wordt gegeven aan de invloed van Europese regelgeving en beleidsvoornemens. Voor haar activiteiten ontvangt de commissie een subsidie van de Nederlandse en de Vlaamse regeringen. De commissie verleent in principe zelf geen projectsubsidies; dat blijft de verantwoordelijkheid van de verschillende ministers en hun vakdepartementen in Nederland en Vlaanderen. 

## Samenwerking
- Taal en Letteren
- Beeldende Kunst
- Podiumkunsten
- Sociaal-cultureel Werk
- Welzijn
- Media:
  - Zoals de samenwerking tussen de Nederlandse en Vlaamse publieke omroepen (BVN);
  - Samenwerking RTL Nederland en de Vlaamse Media Maatschappij
- Onderwijs en Wetenschap
- Erfgoed

Samengewerkt wordt - onder behoud van strikte neutraliteit - met de Nederlandse Taalunie en met non-gouvernementele organisaties zoals:
- het Algemeen-Nederlands Verbond
- de Orde van den Prince
- de Marnixring
- het Vlaams Centrum voor Volkscultuur
- het Nederlands Centrum voor Volkscultuur
- diverse universiteiten